# هان سوک کیو
هان سوک کیو (انگلیسی: Han Suk-kyu؛ زادهٔ ۳ نوامبر ۱۹۶۴) یک بازیگر اهل کره جنوبی است.
از فیلم‌ها یا برنامه‌های تلویزیونی که وی در آن نقش داشته است می‌توان به داغ ننگ، شب روشن، درختی با ریشه عمیق، در مخفی ، تماشاگر و دکتر رمانتیک اشاره کرد.